# Paolo Persichetti
Pour les articles homonymes, voir Persichetti.
Paolo Persichetti, né à Rome en 1962, est un journaliste, militant d'extrême gauche et ancien terroriste italien, condamné dans les années 1980 pour participation aux Brigades rouges - Union des communistes combattants.

## Exil
Longtemps réfugié en France, doctorant et chargé de cours à partir de 2001 à l'université de Saint-Denis, Paolo Persichetti a été remis par voie extraordinaire aux autorités italiennes le 25 août 2002. 
La justice italienne l'avait requis pour l'attentat de mars 2002 contre Marco Biagi, conseiller du gouvernement Berlusconi, sans jamais avoir déposé aucune demande d'extradition. Mis hors de cause au bout de trois ans d'enquête, car au moment des faits reprochés il tenait ses cours à l'intérieur de l'université de Saint-Denis face à de nombreux étudiants, il est resté toutefois incarcéré pour purger un reliquat de peine de 19 ans concernant l'affaire de l'assassinat du général Licio Giorgieri, pour laquelle il avait été arrêté en mai 1987, acquitté en cours d'assises en décembre 1989 et remis en liberté pour avoir dépassé les délais d'incarcération préventive, puis condamné en cour d'appel en février 1991 à 22 ans et six mois de réclusion,, ce qui l'avait poussé à rejoindre la France en septembre 1991. Le décret d'extradition concernant cet ancien reliquat de peine, signé par Édouard Balladur en septembre 1995, était périmé au moment de sa remise extraordinaire à la police italienne : deux des trois peines indiquées étant, au bout de dix ans, périmées pour la justice de ce pays. Depuis juin 2008, après plus de 12 ans de prison ferme, il a obtenu la semi-liberté. Tout autre aménagement de peine lui a été refusé.
Le récit de son extradition, Exil et Châtiment, paru en 2005, qui lui a été lourdement reproché par le juge d'application des peines de la prison de Viterbe, où il se trouvait à l'époque, fournit son explication des années de plomb italiennes et analyse la remise en cause de la doctrine Mitterrand en France. Il y plaide pour une amnistie pour ceux qu'il appelle les « prisonniers politiques » italiens des années 1970, et y explique en quoi la notion de détenu politique et d'État d'urgence judiciaire appliqué en Italie dans les années 1970-80 est violemment niée par la démocratie italienne car elle y voit une contestation de l'idée de perfection de ce système.

## Ouvrages
- La révolution et l’État, Éditions Dagorno, 2000 (avec Oreste Scalzone)
- Exil et Châtiment, Textuel, 2005  (ISBN 2-84597-143-5)